# Chiesa di Sant'Anna (Monteprandone)
La chiesa di Sant'Anna è un edificio religioso situato nel comune di Monteprandone in prossimità della frazione di Centobuchi.

## Storia
L’origine della chiesa di S.Anna è ignota. Nell’archivio del catasto della provincia di Ascoli Piceno del 1458 veniva già menzionata sotto il nome dell’allora Santa Maria Pontellara (così veniva chiamata in principio, probabilmente perché si trova nelle vicinanze di un ponte sulla Salaria). Citata successivamente nei documenti del 1583 come edificio di confine dei beni dell’Abbazia di Farfa (Enfiteusi Farfense) che ne era proprietaria.
Nell’archivio Comunale di Monteprandone, pergamena n.13 del 1583 si legge:
“…a loco vulgo dicto ponte faccalo qui est supra S. Mariam Pontellariam per cannas centum et triginta unam in circa ad mensuram asculanam salva sempre meliori mesuratione…” (Vedi anche: Archivio di Stato di Ascoli Piceno, Catasto 1458 di Ascoli Piceno, Sindacato di Monteprandone, pa. 11v vol. 1/9 e Archivio Parrocchiale di Monteprandone, Risoluzione capitolare, 1º agosto 1631, 2 gennaio 1632 e 30 ottobre 1654).
All’inizio del 1600 la Chiesa viene abbandonata. Grazie alle insistenze dei cittadini della zona, nel 1631 viene ristrutturata e riaperta al culto. Il consiglio di Monteprandone il 19 ottobre concedette un contributo di 20 scudi per portare a termine i lavori. I canonici della chiesa Collegiata S. Nicolò, per ordine del Vescovo, dovranno custodire la chiesa e celebrarvi la S. Messa nel giorno della Visitazione di Maria Santissima, cioè il 2 luglio di ogni anno.
Inoltre, per iniziativa del preposto Don Plinio Corazza, nell’ottava di Pasqua del 1632, il 18 aprile venne riaperta al culto in modo solenne; secondo la tradizione vi parteciparono tutti i Monteprandonesi in processione “…così lunga che il Crocefisso (il principio della processione) si trovava oltre il fosso di Monterone e il Clero non era ancora uscito dalla porta del Paese”.
Nel 1654 il Capitolo della chiesa collegiata, a cui la chiesetta fu ceduta dal commendatario farfense, stabilì di celebrarvi la messa “una volta al mese in giorno di domenica, come anche nel giorno della Visitazione della Beata Vergine (2 luglio) e di Sant’Anna (26 luglio).
La devozione verso la santa crebbe tanto che con il tempo la chiesa si denominò S.Anna (1700 a.d.).
Proprio in questo periodo, venne concessa l’indulgenza plenaria a “chiunque visiti, con le dovute disposizioni, la Chiesa nel giorno della festa di S. Anna”.
Pregevole è la lunetta sopra il portone d’ingresso, raffigurante la Santa con il bambino Gesù in braccio, opera dello scultore G.Sassetti (1904).
Il 3 giugno 1975 fu posta sul campanile una campana dedicata a S.Giacomo, espressione della devozione della popolazione verso il grande concittadino.
Oggi la chiesetta è di proprietà della famiglia Saladini Pilastri.